# Bolanchao
Bolanchao (también: balanchao y gualanchao), postre  tradicional en forma de albóndiga típico del Norte de Argentina.
El bolanchao es un plato típico de la provincia de Santiago del Estero, se prepara moliendo en un mortero o en un molinillo las dulces frutas del mistol, la molienda no debe ser tanta que las reduzca a pasta sino en grado que se forme una masa granulosa, tal pasta no requiere añadido de agua ya que la propia humedad de las frutas aporta la consistencia. Luego de hecha la masa se la fracciona en forma de bolillas (probablemente de esto venga el nombre del postre). Luego las bolillas son espolvoreadas con harina tostada, preferentemente harina tostada de algarroba blanca o se rebozan con pan rallado y se ponen al calor de un horno hasta que queden doradas.
- Datos: Q5731323